# 윤빛나라
윤빛나라(1989년 9월 22일 ~ )는 대한민국의 가수이자 뮤지컬 배우이다. 뮤지컬계로는 2012년 뮤지컬 《기타라》로 데뷔하였으며, 음악계로는 2013년 프로젝트 그룹 쏘삐 프로젝트의 음반 설레임에서 쓸쓸함까지으로 데뷔하였다. 2014년에는 여성 그룹 엔타픽 (現 타픽)의 멤버로도 데뷔하여 엔타픽의 멤버로도 활동하고 있다.

## 음반 목록

### 쏘삐 프로젝트
- 설레임에서 쓸쓸함까지 (2013)

### 엔타픽
- See You Again (2014)
- "예쁘지 않아" (2014)
- "첫눈" (2015)

### 솔로
- "사랑해요" (2012, 세상 어디에도 없는 착한남자 OST)
- "사랑할수록 그립다" (2015, 딱 너 같은 딸 OST)
- "다신 오지 않겠죠" (2015, 어머님은 내 며느리 OST)
- "아이처럼" (2016, 다 잘될 거야 OST)
- "다시 올까요" (2016, 마녀의 성 OST)
- "말 못해서" (2016, 다시 시작해 OST)

## 출연 작품

### 텔레비전 프로그램
- 《슈퍼스타K3》 (2011)

### 뮤지컬
- 《기타라》 (2012)